# Gîte d'étape romain de Wintzenheim
Le gîte d'étape romain de Wintzenheim est un monument historique situé à Wintzenheim, dans le département français du Haut-Rhin.

## Localisation
Ce bâtiment est situé au lieu-dit Obersoedlen sur la commune de Wintzenheim.

## Historique
L'édifice fait l'objet d'un classement au titre des monuments historiques depuis 1977.